# Bisbat de Mottola
El Bisbat de Mottola (en llatí: Dioecesis Motulensis) és una seu suprimida i seu titular de l'Església Catòlica.

## Territori
La diòcesi incloïa els pobles de Mottola, Palagiano, Massafra i Palagianello.
La seu del bisbe era la ciutat de Mottola, on l'església de Santa Maria Assunta, dedicada també a sant Thomas Becket, el patró principal de la ciutat, servia de catedral.

## Història
La diòcesi de Mottola es va construir en el període normand, després de conquerir la ciutat el 1023. El primer bisbe documentat històricament és Giovanni, esmentat en un diploma datat el 1081 amb el qual Riccardo Siniscalco, senyor de Mottola i Castellaneta, va donar algunes esglésies de Mottola i de Massafra a l'abadia de Cava per assensum Ioannis Mutulensis episcopi, és a dir, amb l'assentiment del bisbe de Mottola Giovanni.
El següent bisbe de Mottola és Amuro, que el desembre de 1100 confirma a l'abat Orso de Santa Maria de Banzi la possessió de l'església de Sant Mateu al territori de Castellaneta. En el diploma, Amuro es va signar com a Mutulensis atque Castellanitensis ecclesie presul, bisbe de les esglésies de Mottola i Castellaneta, una indicació que en aquell període les dues diòcesis estaven unides in persona episcopi. Tot i això, la unió va haver de durar molt poc, ja que el 1110 la diòcesi de Mottola va tornar a ser autònoma; enguany es documenta el bisbe Valcauso, que va confirmar a l'abat de Cava la possessió dels monestirs de Sant'Angelo i San Vito de Casalrotto, d'algunes esglésies, terres i altres béns.
Des de la seva fundació, la diòcesi va formar part de la província eclesiàstica de l'arxidiòcesi de Tàrent. La sèrie episcopal és molt deficitària en els primers segles de vida de la diòcesi, i només a partir del segle xv es torna més regular.
Son rellevants els episcopats d'Angelo Pascali (1537-1550), que van participar en el Concili de Trento, Scipione Rebiba (1551-1556), que aleshores fou arquebisbe de Pisa i cardenal, Ludovico della Quadra (1664-1695), que va completar la construcció. de la capella del Rosari, i Michele Palmieri (1798-1804), que va ser l'últim bisbe de Mottola. El 1600, el bisbe Silvestro Tufo va establir el seminari diocesà.
Després d'anys d'esplendor, segons el relatio ad limina del bisbe Benedetto Russo de 1606, la diòcesi va viure un llarg període de decadència, de manera que els bisbes van preferir habitar a la seva ciutat d'origen o van optar per posar la seva residència a Massafra.
Catorze anys després de la mort de Palmieri, període en què la seu quedà vacant, amb el concordat (6 de febrer de 1818) entre el papa Pius VII i Ferran I, el rei borbònic de Nàpols, la diòcesi fou suprimida i els seus territoris es van unir a la diòcesi de Castellaneta. Aquest acte va ser sancionat el 27 de juny de 1818 amb la butlla De utilitori del mateix Pius VII.
Des de 1968, Mottola és un bisbat titular de l'Església catòlica.

## Cronologia de bisbes
- Giovanni I † (esmentat al 1081)
- Amuro (o Ancauro)[5] † (1099 - 1100)[6]
- Alimberto ? † (? - 1102 mort)
- Valcauso † (esmentat al 1110)
- Riccardo † (1148 - 1165)[7]
- Elisario † (esmentat al 1181)[8]
- Anonimo † (esmentat al 1198)[8]
- Anonimo † (esmentat al 1215)[8]
- Anonimo † (1219 - 1221)[8]
- Giovanni II † (1226 - 1238)
- Ugo † (? - circa 1282 mort)[9]
- Nicola † (1283 - 1299 anomenat bisbe de Alatri)
- Bisanzio Domini Roberti da Taranto † (1322 - ?)[10]
- Gualterio † (? - 1354 mort)
- Teodoro † (1354 - 1368)[10]
- Antonio † (1383[10] - 1419 mort)
- Pietro Teodori † (1419 - 1445 anomenat bisbe de Gallipoli)
- Antonio de Neotero, O.S.B. † (1445 - ? mort)
- Nicola de Genupia † (1468 - ?)
- Leonardo Cozzio † (1471 - 1482 mort)
- Angelo da Barbiano, O.F.M. † (1482 - ?)
  - Roberto Piscicelli † (1487 - ?) (administrador apostòlic)
- Gerolamo Scondella † (? - 1502 mort)
- Vincenzo di Nicopoli † (1502 - ?)
- Raffaele Belli † (1503 - 1510 mort)[10]
- Pietro da Querci † (1512 - ? mort)
- Guido Guidone † (1525 - 1528 mort)
- Vito Ferrato † (1528 - 1537 mort)
- Angelo Pasquali, O.P. † (1537 - 1550 mort)
  - Scipione Rebiba † (1551 - 1556 anomenat arquebisbe de Pisa) (administrador apostòlic)
  - Seu vacant (1556-1560)
- Cesare Gesualdo † (1560 - 1566 mort)
- Giovanni Ludovico da Campania † (1566 - 1579 mort)
- Giacomo Micheli † (1579 - 1599 mort)
- Silvestro Tufo, C.R. † (1599 - 1600 mort)
- Benedetto Rossi, C.R. † (1601 - 1621 mort)
- Francesco Saluzzo † (1622 - 1627 dimitit)
- Serafino Rinaldi, O.P. † (1627 - 1627 mort)
  - Seu vacant (1627-1630)
- Tommaso Anchora (o Ariconi), C.R. † (1630 - 1635 anomenat arquebisbe de Trani)
- Giovanni Battista Falesi, O.P. † (1638 - 1646[10] mort)
- Tommaso d'Aquino, C.R. † 1648 - 1651 mort)
  - Seu vacant (1651-1654)
- Giovanni Camponeschi † (1654 - 1658[10] mort)
  - Seu vacant (1658-1661)
- Gennaro d'Andrea † (1661 - 1663[10] mort)
- Ludovico Della Quadra † (1664 - 1695 dimitit)
- Francesco Della Marra † (1696 - agosto 1696 mort)
- Michele Maria Dentice † (1697 - 1698 mort)
  - Seu vacant (1698-1703)
- Pier Paolo Mastrilli † (1703 - 1713 mort)
  - Seu vacant (1713-1719)
- Biagio Antonio Copeti † (1719 - 1727 mort)
- Antonio Bianchi di Gennaro, O.F.M.Obs. † (1728 - 1729 mort)
- Giovanni Antonio Chiaiese † (1731 - 1732 mort)
- Nicola Paolo Pandolfelli † (1734 - 1766 mort)
- Stefano Ortiz Cortes, O.S.B.Cas. † (1766 - 1791 mort)
- Agostino Andriani † (1792 - 1795 mort)
  - Seu vacant (1795-1798)
- Michele Palmieri † (1798 - 1804 anomenat bisbe de Troia)
  - Seu vacant (1804-1818)

## Cronologia de bisbes titulars
| Bisbes Titulars de Mottola |                           |                                     |                  |              |
| Nr.                        | Nom                       | Càrrec                              | de               | fins         |
| 1                          | Bernard Joseph McLaughlin | bisbe auxiliar de Buffalo           | 28 desembre 1968 | 5 gener 2015 |
| 2                          | Angelo De Donatis         | bisbe auxiliar de Roma              | 14 setembre 2015 | 28 juny 2018 |
| 3                          | Gianfranco Gallone        | Nunci apostòlic de Zàmbia i Malawi. | 2 febrer 2019    |              |